# José Cascante
José Cascante (Joseph Cascante, José de Cascante, * um 1640 in Bogotá (?); † November oder Dezember 1702 ebenda) war ein kolumbianischer Komponist.

## Leben
José Cascante war der bedeutendste Vertreter der Barockmusik des 17. Jahrhunderts in Bogotá. Er war seit etwa 1650 bis zu seinem Tode Kapellmeister an der Kathedrale der Stadt und bestimmte deren Musikszene unter den Erzbischöfen Antonio Sanz Lozano und Ignacio De Urbina.
1693 wurde in der Kathedrale auf Anforderung Cascantes eine große Orgel installiert. Sein letzter öffentlicher Auftritt fand Anfang Oktober 1702 anlässlich der Einführung Francisco De Bergansos als Organist statt. Sein Nachfolger als Kapellmeister wurde Juan de Herrera.
Von Cascante sind nur etwa zwanzig Werke erhalten, von denen sich zwölf – darunter eine Totenmesse und ein Salve Regina in lateinischer Sprache im Archiv der Kathedrale von Bogotá befinden. Neben liturgischen Werken komponierte er volkstümliche Sakralmusik, die Elemente der kolumbianischen Volksmusik aufnahm.

## Werke
- Villancico al nacimiento
- Villancico a Santa Bárbara
- Letra al Nacimiento
- Sabbato Sancto ad Vesperas
- Solo a Nuestra Señora de la Soledad
- Salve Regina

| Personendaten    | Personendaten                       |
| ---------------- | ----------------------------------- |
| NAME             | Cascante, José                      |
| ALTERNATIVNAMEN  | de Cascante, José; Cascante, Joseph |
| KURZBESCHREIBUNG | kolumbianischer Komponist           |
| GEBURTSDATUM     | 17. Jahrhundert                     |
| GEBURTSORT       | unsicher: Bogotá                    |
| STERBEDATUM      | November 1702 oder Dezember 1702    |
| STERBEORT        | Bogotá                              |